# Сосновка (Торжокский район)
Сосновка — деревня в Торжокском районе Тверской области. Входит в состав Сукромленского сельского поселения.

## История
На плане Мёнде Тверской губернии деревня подписана как Дурина и имеет 11 дворов.
В начале XX века деревня Дурино входила в Сукромленскую волость Новоторжского уезда.
В 1964 г. Указом Президиума ВС РСФСР деревня Дурино переименована в Сосновка.

## Население
| 2010 |
| ---- |
| 7    |